# Belodontichthys
Belodontichthys (лат.) — род лучепёрых рыб семейства сомовых (Siluridae). В состав рода включают 2 вида.

## Внешний вид и строение
Тело вытянутое, сужается к хвостовому стеблю. Голова умеренного размера, направленная под углом около 60 ° вверх с заостренным рылом. Нижняя челюсть длиннее верхней. Усики расположены на обеих челюстях: на верхней — длинные, на нижней — короткие.  Брюхо плоское. Спинной плавник маленький, с 3—4 мягкими лучами. Грудные плавники длинные, с широким основанием. Брюшные плавники умеренного размера. Анальный плавник очень длинный, с 76—96 мягкими лучами. Максимальная длина тела 60 см у Belodontichthys truncatus  и 100 см у Belodontichthys dinema.

## Образ жизни
Пелагические рыбы. Обитают в средних и крупных реках. Держатся средних и верхних слоев воды. Питаются мелкими рыбами, в частности карповыми из рода Henicorhynchus. На нерест мигрирует в затопленные участки рек. Биология самого нереста не изучена.

## Распространение
Распространены в бассейне реки Меконг (Таиланд, Лаос, Вьетнам, Камбоджа) и реках полуострова Малакка, островов Калимантан и Суматра (Индонезия).

## Виды
В состав рода включают два вида:
- Belodontichthys dinema
- Belodontichthys truncatus

## Взаимодействие с человеком
Промысловые рыбы. Ловят жаберными сетями, неводами и накидными сетями. Реализуются в свежем, вяленом и солёном виде. Популярные объекты спортивной рыбалки.